# مايكل هوبز (عسكري)
مايكل هوبز (بالإنجليزية: Michael Hobbs)‏ هو عسكري بريطاني، ولد في 28 فبراير 1937.